# Comiols
Comiols es una entidad de población española del municipio de Artesa de Segre, perteneciente a la provincia de Lérida, en la comunidad autónoma de Cataluña.

## Historia
Hacia mediados del siglo XIX, el lugar, por entonces perteneciente a Aña, tenía contabilizadas 4 casas. Aparece descrito en el sexto volumen del Diccionario geográfico-estadístico-histórico de España y sus posesiones de Ultramar de Pascual Madoz de la siguiente manera:

COMIOLS: l. con alc. en la prov. de Lérida (13 horas), part. jud. y adm. de rent. de Tremp (7), aud. terr. y c. g. de Cataluña (Barcelona 31), dióc. de Seo de Urgel (15): sit. sobre una peña en el monte de su nombre que sirve de lim. á la Conca de Tremp: le combaten todos los vientos, y el clima, aunque sano, produce algunas pulmonias é inflamaciones. Tiene 4 casas y una igl. aneja de San Roman; surtiéndose sus vec. de las aguas que se recojen en una balsa. Confina el térm. N. con la Baronia de Rialp (1 leg.); E. las Torres, casa de Folquer (1 1/2); S. Montargull y Montodo (2), y O. San Salvador de Toló y BenavenT: el terreno es montañoso, árido, quebrado y de mala calidad; hallándose en él el monte citado que lleva su nombre y le rodea por todas partes: en las hondonadas se hallan algunos robles y matorrales. caminos: cruzan los que desde la Conca y resto del part. de Tremp, Sort y Viella, dirigen á Cervera, Lérida y Barcelona en mal estado: la correspondencia la reciben de la estafeta de Artesa de Segre por espreso que mandan en dias indeterminados. prod.: centeno, cebada, avena y tranquillon llamado en el pais carreon; la mayor cosecha es la del primero; se cria ganado cabrio y un poco de cerda, y hay caza de perdices, liebres y conejos. comercio: venta de ganado en la v. de Isona, donde se proveen de los art. de que carecen. pobl., riqueza y contr. con el ayunt.
(Madoz, 1847, p. 549)

En la actualidad pertenece al municipio de Artesa de Segre. En 2022, la entidad singular de población correspondiente a Comiols tenía empadronados 6 habitantes.